# AACTA International Awards 2014

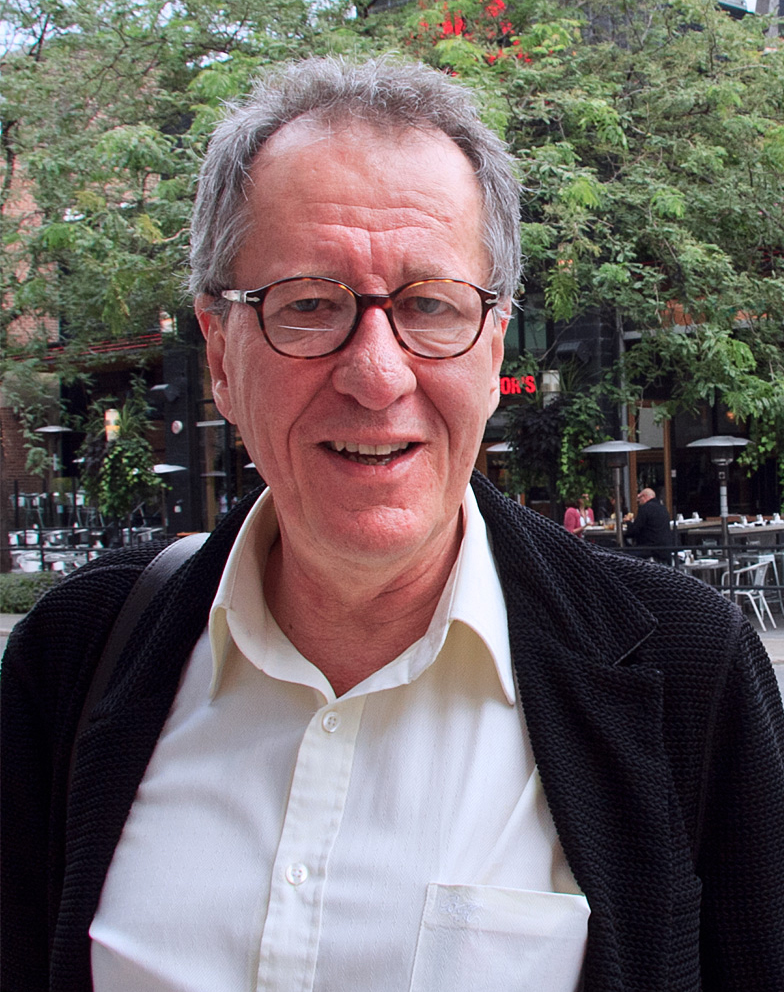
Geoffrey Rush ha presentato la cerimonia.

La 3ª edizione della cerimonia degli AACTA International Awards si è tenuta a Los Angeles il 10 gennaio 2014. La cerimonia ha premiato i migliori film internazionali usciti nel corso del 2013.
L'attore australiano Geoffrey Rush ha presentato la cerimonia di premiazione, che, in Australia, è trasmessa dal canale Arena il 12 gennaio. Le candidature sono state annunciate il 14 dicembre 2013.

## Vincitori e candidati

### Miglior film
- Gravity, regia di Alfonso Cuarón
- 12 anni schiavo (12 Years A Slave), regia di Steve McQueen
- American Hustle - L'apparenza inganna (American Hustle), regia di David O. Russell
- Captain Phillips - Attacco in mare aperto (Captain Phillips), regia di Paul Greengrass
- Rush, regia di Ron Howard

### Miglior regista
- Alfonso Cuarón - Gravity
- Steve McQueen - 12 anni schiavo (12 Years a Slave)
- David O. Russell - American Hustle - L'apparenza inganna (American Hustle)
- Paul Greengrass - Captain Phillips - Attacco in mare aperto (Captain Phillips)
- Baz Luhrmann - Il grande Gatsby (The Great Gatsby)

### Miglior attore protagonista
- Chiwetel Ejiofor - 12 anni schiavo (12 Years a Slave)
- Christian Bale - American Hustle	- L'apparenza inganna (American Hustle)
- Leonardo DiCaprio - The Wolf of Wall Street
- Tom Hanks - Captain Phillips - Attacco in mare aperto (Captain Phillips)
- Matthew McConaughey - Dallas Buyers Club

### Miglior attrice protagonista
- Cate Blanchett - Blue Jasmine
- Amy Adams - American Hustle - L'apparenza inganna (American Hustle)
- Sandra Bullock - Gravity
- Judi Dench - Philomena
- Meryl Streep - I segreti di Osage County (August: Osage County)

### Miglior attore non protagonista
- Michael Fassbender - 12 anni schiavo (12 Years A Slave)
- Bradley Cooper - American Hustle - L'apparenza inganna (American Hustle)
- Joel Edgerton - Il grande Gatsby (The Great Gatsby)
- Jared Leto - Dallas Buyers Club
- Geoffrey Rush - Storia di una ladra di libri (The Book Thief)

### Miglior attrice non protagonista
- Jennifer Lawrence - American Hustle - L'apparenza inganna (American Hustle)
- Sally Hawkins - Blue Jasmine
- Lupita Nyong'o - 12 anni schiavo (12 Years a Slave)
- Julia Roberts - I segreti di Osage County (August: Osage County)
- Octavia Spencer - Prossima fermata Fruitvale Station (Fruitvale Station)

### Miglior sceneggiatura
- Eric Warren Singer e David O. Russell -  American Hustle - L'apparenza inganna (American Hustle)
- John Ridley - 12 anni schiavo (12 Years a Slave)
- Woody Allen - Blue Jasmine
- Joel ed Ethan Coen - A proposito di Davis (Inside Llewyn Davis)
- Kelly Marcel e Sue Smith - Saving Mr. Banks